# جرجس ناصيف
جرجس ناصيف (1932-2014) هو كاتب سوري، ولد في مشايخ الكيمة وادي النضارة في حمص، حصل على إجازة في اللغة العربية من جامعة دمشق، وعمل في التدريس، وهو عضو جمعية أدب الأطفال.

## مؤلفات
صدرت له عدة أعمال منها:
- «الجنّة الضّائعة»، قصّة، دار اللّواء القامشلي، 1957. [4]
- «نماذج مدروسة»، كتاب مدرسي، بالاشتراك مع د.جوزيف الياس، المكتبة البولسيّة، بيروت.
- «الملحمة الجلجامشية: هو الذي رأى»، شعر، دار المجد، دمشق 1992. [5]
- «الوافي في القواعد»، كتاب مدرسي في أربعة أجزاء، بالاشتراك مع آخرين، دار الفكر اللّبناني، بيروت 1993.
- «أبو القاسم الشّابّي في شعره»، دراسة ونقد، دار الفكر اللبناني، بيروت 1993. [6]
- «عبد الكريم بشير في أوراقه»، إعداد، دمشق 1994. [7]
- «معجم عين الفعل: لضبط عين الفعل الثلاثي وتعيين مصادره وبيان اختلاف معانيه باختلاف حركة العين أو المصدر أو سياق الاستعمال»، معجم لغوي، دار العلم للملايين بيروت 1994. [8]
- «الكافي في الصّرف والنّحو والإعراب»، بالاشتراك مع د.جوزيف الياس، دار العلم للملايين، بيروت 1998.[9]
- «الوجيز في الصّرف والنّحو والإعراب»، بالاشتراك مع د.جوزيف الياس، دار العلم للملايين، بيروت، 1999. [10]
- «المنار : قاموس مدرسي اعدادي : مزود ب48 لوحة علمية ملونة وملاحق لغوية»، مكتبة لبنان ناشرون، بيروت، 2005. [11]
- «معجم الأصوات معجم في أسماء الاصوات وتنوعها ومصادرها : عربي - عربي»، مكتبة لبنان، 2006. [12]
- «رفيق التلميذ : معجم لغوي عملي لتلامذة المرحلة الإبتدائية : عربي-عربي»، مكتبة لبنان ناشرون، 2009. [13]
- «المعجم المبين : موسوعة في ادوات النحو وشوارده»، دار النمير للطباعة والنشر والتوزيع، دمشق، 2010. [14]

مجموعات قصصيّة:
- «الثّعبان المتسلّط»، مجموعة قصصيّة، دار المكتبة الأهلية، بيروت، 1992.
- «الأسد والبوم»، مجموعة قصصيّة، دار المكتبة الأهلية، بيروت، 1992.
- «حكايات غالب»، مجموعة قصصيّة، المكتبة الأهليّة، بيروت، 1994.
- «قبيلة القرود»، مجموعة قصصيّة، المكتبة الأهليّة، بيروت، 1994.
- «السّندباد البحري يدفن حيّاً»، مجموعة قصصيّة، المكتبة الأهليّة، بيروت، 1994.
- «السّندباد البحريّ وآكل لحوم البشر»، مجموعة قصصيّة، المكتبة الأهليّة، بيروت، 1994.
- «الملك والباز»، مجموعة قصصيّة، المكتبة الأهليّة، بيروت، 1997.
- «الحمار سيّد المرابط»، مجموعة قصصيّة، المكتبة الأهليّة، بيروت، 1997.
- «الشّهداء يرفضون الدّفن»، مجموعة قصصيّة، المكتبة الأهليّة، بيروت، 1997.
- «شبكة العنكبوت»، مجموعة قصصيّة، دار سماحة، بيروت، 1998. [15]
- «الثّعلب التّائب»، مجموعة قصصيّة، دار سماحة، بيروت، 1998.
- «الروزنامة كاذبة»، مجموعة قصصيّة، المكتبة الأهليّة، 2003.

### أدب الأطفال
- «جلجامش»، رواية للفتيان، دار النّديم، بيروت، 1993. [16]
- «زنوبيا سلطنة تدمر»، رواية تاريخيّة للفتيان، المكتبة الأهليّة بيروت، 1994. [17]
- «إعصار الفينيق»، رواية تاريخيّة للفتيان، المكتبة الأهليّة، بيروت، 1994. [18]
- «أخناتون»، رواية تاريخيّة للفتيان، المكتبة الأهليّة، بيروت، 1994.
- «أنا.. مَنْ أنا؟»، رواية للفتيان، دار سماحة، بيروت، 1996. [19]
- «عشرون ليلة وليلة»، موسوعة علميّة قصصيّة للأولاد، دار سماحة، بيروت، 1996.
- «أغاني البراعم»، شعر، اتّحاد الكتّاب العرب دمشق 1996.
- «حكايات دون كيشوت»، جزءان للفتيان، دار سماحة، بيروت، 2002.

مجموعات قصصيّة للصغار:
- «المائدة»، المكتبة الأهليّة، بيروت، 2002.

- «نبيه ونبهان»، المكتبة الأهليّة، بيروت، 2002.
- «القطّ والسّلحفاة»، المكتبة الأهليّة، بيروت، 2002.
- «جرحتني الوردة»، المكتبة الأهليّة، بيروت، 2002.
- «في مزرعة الطّيور»، المكتبة الأهليّة، بيروت، 2002.
- «بناة الوطن»، المكتبة الأهليّة، بيروت، 2002.
- «لعبة الجهات الأربع»، المكتبة الأهليّة، بيروت، 2002.
- «عودة الرّاعي»، المكتبة الأهليّة، بيروت، 2002.
- «القرد المغامر»، المكتبة الأهليّة، بيروت، 2002.
- «لولو وفوفو»، المكتبة الأهليّة، بيروت، 2002.
- «العصافير الصّغار»، المكتبة الأهليّة، بيروت، 2002.
- «توفيق والعصافير»، المكتبة الأهليّة، بيروت، 2002.
- «نوال وحوض السّمك»، المكتبة الأهليّة، بيروت، 2002.
- «سامي والكلب»، مؤسّسة بدران، بيروت، 1997.
- «سامي والحمار»، مؤسّسة بدران، بيروت، 1997.
- «سامي والجمل»، مؤسّسة بدران، بيروت، 1997.
- «سامي والفرس»، مؤسّسة بدران، بيروت، 1997.
- «سامي في السّوق»، مؤسّسة بدران، بيروت، 1997.
- «سامي وقصة الخشب»، مؤسّسة بدران، بيروت، 1997.
- «سامي وشجرة الزيتون»، مؤسّسة بدران، بيروت، 1997.
- «سامي والعصفور»، مؤسّسة بدران، بيروت، 1997.
- «سامي وشيخ الجبل»، مؤسّسة بدران، بيروت، 1997.
- «سامي وفتاة الدّم»، مؤسّسة بدران، بيروت، 1997.
- «سامي والنّوم»، مؤسّسة بدران، بيروت، 1997.
- «مازن والماء»، المكتبة الأهليّة، بيروت، 1993.
- «مازن والقمر»، المكتبة الأهليّة، بيروت، 1993.
- «مازن والشّمس»، المكتبة الأهليّة، بيروت، 1993.
- «مازن والنّمل»، المكتبة الأهليّة، بيروت، 1993.
- «مازن والبعوضة»، المكتبة الأهليّة، بيروت، 1993.
- «مازن وفتاة الرّبيع»، المكتبة الأهليّة، بيروت، 1993.
- «مازن وعفريت الشتاء»، المكتبة الأهليّة، بيروت، 1993.
- «مازن ورجل الصّيف»، المكتبة الأهليّة، بيروت، 1993.
- «مازن وشيخ الخريف»، المكتبة الأهليّة، بيروت، 1993.
- «مازن وحوريّة البحر الطّيّارة»، المكتبة الأهليّة، بيروت، 1993.
- «مازن في الأعماق»، المكتبة الأهليّة، بيروت، 1993.